# نيكولا وايت
نيكولا وايت (بالإنجليزية: Nicola White) (و. 1988  م) هي لاعبة هوكي الحقل بريطانية، ولدت في أولدهام، شاركت في الألعاب الأولمبية الصيفية 2012، ودورة ألعاب الكومنولث 2010، وهوكي الحقل في الألعاب الأولمبية الصيفية 2016، ودورة ألعاب الكومنولث 2014.

## روابط خارجية
- نيكولا وايت على موقع الاتحاد الدولي للهوكي (الإنجليزية)
- نيكولا وايت على موقع أوليمبيديا (الإنجليزية)
- نيكولا وايت على موقع اللجنة الأولمبية البريطانية (الإنجليزية)
- نيكولا وايت على موقع اتحاد ألعاب الكومنولث (مؤرشف) (الإنجليزية)